# Ooencyrtus pinicolus
Ooencyrtus pinicolus är en stekelart som först beskrevs av Matsumura 1926.  Ooencyrtus pinicolus ingår i släktet Ooencyrtus och familjen sköldlussteklar. Inga underarter finns listade i Catalogue of Life.